# Villa romana Molino de Arriba

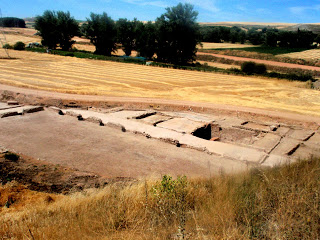
Vista del yacimiento romano de Molino de Arriba

La Villa romana de Molino de Arriba se encuentra en el denominado "Yacimiento arqueológico de la Molino de Arriba", situado en Buniel, comarca de Alfoz de Burgos (Burgos), Castilla y León (España).
Los restos de la villa romana bajoimperial (siglos IV y V) se localizan a unos 300 m al norte de Buniel, en las proximidades del río Arlanzón y a la vía romana que discurría entre Caesaraugusta (actual Zaragoza), Asturica Augusta (actual Astorga) y Bracara Augusta (actual Braga). La villa de Molino de Arriba se ubica en el territorium de Clunia Sulpicia (capital de un Convento Jurídico de la Hispania Citerior).

## Descubrimiento y origen
El descubrimiento del yacimiento se produjo gracias a las obras de AVE(Alta Velocidad Española) donde gracias al seguimiento arqueológico de empresa Antequem, Arqueología y Medio Ambiente, se localizó este yacimiento. Se sabía de su existencia pero no su localización exacta gracias a pequeños hallazgos aislados como restos de silligata, imbrex o restos constructivos
También se han se ha encontrado una necrópolis tardorromana y altomedieval con varias tumbas que se pueden fechar entre los siglos V al y XI.

## La villa
Los trabajos de excavación arqueológica han permitido documentar las estructuras que conforman parte de la planta de una villa romana de grandes dimensiones. El área de excavación sobrepasa los 1.200m² excavados, pero representaría menos de 1/3 de la planta total de la villa. No obstante, en la zona excavada aparecen casi todos los elementos arquitectónicos que caracterizan este tipo de mansiones. 
Todas las estructuras se articulan en torno a una amplia zona central, libre de edificaciones y enmarcada en ángulo recto por cuatro muros con la función de gran patio o peristilo de desarrollo rectangular NE-SE. En torno a dichos muros se articulan los ejes de distribución arquitectónica del edificio, con 20 estancias exhumadas (nombradas de la A a la S), que forman el diseño clásico de las villas romanas.
La villa se pueden dividir en dos zonas:
Zonza sur
Se definen seis estancias: A, B, C, D, N, Ñ, de plantas regulares y orientadas NO-SE siguiendo el eje que marca el patio central. Todas ellas se encontraban cubiertas con una capa de sedimento arcilloso y contenía bloques calizos y fragmentos de material latericio (tejas planas y curvas, losas), todo ello muy fragmentado.
Zona noreste
Se documentan hasta catorce estancias, de la E a la S, que se articulan de manera simétrica al eje NE-SO. Las estancias crean un espacio de circulación interior a modo de corredor, denominado Estancia E. De las 14 estancias de esta zona, sólo dos presentan pavimento de mosaico, las estancias K e I. Mientras que el resto de estancias presentan un estrato de ruina y abandono.